# Mad Bull 34
Mad Bull 34 (яп. マッド★ブル34 Маддо Буру Сандзюён, «Бешеный бык 34») — манга Кадзуо Коикэ, изданная в журнале Weekly Young Jump в 1986—1991 годах, и OVA-сериал режиссёра Сатоси Дэдзаки, выпущенный Magic Bus в 1990—1992 годах. История повествует о сотрудниках 34-го участка Департамента полиции Нью-Йорка. Аниме содержит насилие, сексуальные сцены, ненормативную лексику и расизм. В 1999—2002 годах вышла манга-сиквел Mad Bull 2000.

## Сюжет
Дайдзабуро «Эдди» Бан после окончания академии прибывает для несения службы в 34-й полицейский участок Нью-Йорка. Это место для крутых парней, а не для слабаков. В напарники достаётся высокий и сильный Джон Эстес — ужас местного преступного мира, известный как «Соня» и «Бешеный бык». Он легко и просто убивает обычных воров из дробовика, даже если те не сопротивляются, реквизирует деньги у проституток и сражается до победного конца. На правосудие лучше не жалеть патроны. Поведение «Безумного быка» не похоже на полицейского и часто ставит в тупик сослуживцев. Однако, несмотря на безрассудность и беззаконие, «Соня» всегда готов помочь своим, а взятые у преступников деньги отдаёт на благотворительность, финансируя клинику для лечения венерических заболеваний. Японец-новичок, полный юношеских иллюзий и чистых помыслов, смотрит на своего американского учителя с удивлением, потом с недоверием, далее со злостью, затем с восхищением. К Джону и Дайдзабуро присоединяется лейтенант Перин Валли. Им предстоит бороться с бандитами, маньяками, наркоторговцами, сутенёрами и восстановить торжество закона в самом жестоком и криминальном районе города.

## Роли озвучивали
| Актёр             | Роль                  |
| ----------------- | --------------------- |
| Акио Оцука        | Джон «Соня» Эстес     |
| Ясунори Мацумото  | Дайдзабуро «Эдди» Бан |
| Гара Такасима     | Перин Валли           |
| Масако Кацуки     | Синди Мёрфи           |
| Синъя Отаки       | Кевин Мёрфи, Роттхайм |
| Тэссё Гэнда       | Том «Крутой» Де Майер |
| Хиротака Судзуоки | Бобби Вонг            |
| Миса Ватанабэ     | Ай Линг, проститутка  |
| Син Аомори        | Чёрное Тату           |
| Ёсукэ Нака        | Энрико                |
| Мицуо Сэнда       | Николь Электрик       |
| Сигэдзо Сасаока   | Морли Эдвардс         |
| Синпати Цудзи     | Джим                  |
| Такко Исимори     | шеф Алан              |
| Тэцуо Канао       | Бин                   |
| Кэнъити Оно       | Джеймс, полицейский   |
| Юри Амано         | Цуй Хуа               |
| Кумико Ватанабэ   | Инь Юэ                |
| Минако Аракава    | Ли Ин                 |
| Наоко Мацуи       | Жаклин Мойерт         |
| Мари Ёкоо         | Нэнси Мур             |
| Юко Кобаяси       | Лили                  |
| Сатоко Кито       | Ханна                 |
| Кикуко Иноуэ      | секретарь             |
| Тяфурин           | полицейский           |
| Ватару Такаги     | радиоведущий          |
| Осаму Кобаяси     | рассказчик            |

## Список серий
| № | Название             | Премьера в Японии    |
| - | -------------------- | -------------------- |
| 1 | Hit and Rape         | 21 декабря 1990 года |
| 2 | Manhattan Connection | 21 августа 1991 года |
| 3 | Charging Jackie      | 21 февраля 1992 года |
| 4 | Goodbye Sleepy       | 21 августа 1992 года |

## Выпуск на видео
Mad Bull 34 сначала вышел в Японии на VHS и LaserDisc от Pony Canyon в 1990—1992 годах. В 1996 году 4 серии были изданы на видеокассетах Manga Entertainment, просмотр разрешался только для лиц от 18 лет. Первая половина оказалась сокращена почти на 2 минуты из-за насилия и сцены нападения, которые BBFC счёл неуместными. После этого наступил значительный перерыв, лишь в 2013 году Discotek Media выпустила сериал в США на DVD. Формат — 1,33:1 (4:3), звук — Dolby Digital 2.0, система — NTSC, произведено для региона 1. Однако в 2020 году компания сообщила, что больше не владеет лицензией.
Анимация дешёвая — обычное явление в OVA начала 1990-х годов. Производство шло на студии Magic Bus, но титры показывают, что значительная часть работы отдана Южной Корее и Китаю. В первых двух сериях Manga Video оставила с ошибками имя режиссёра дубляжа и лицензиара. Можно представить продюсера, сидящего с редактором: «Всё в порядке, мне наплевать, просто сбрось туда», даже не утруждая себя посмотреть в монитор. Саундтрек заменили на неинтересный хард-рок, который звучит так, будто кавер-группа «Металлики» нанята для написания лифтовой музыки. Фирменный штампованный сценарий Manga UK означает, что каждая строка содержит нелепое использование слова fuck или прочее. Дублирование осуществлялось в Лондоне, британцы пытались имитировать акцент Бронкса, и это не сработало. Выделяется только Алан Марриотт (Дайдзабуро). Производство явно было поспешным — в нескольких сценах отчётливо слышно, как запинается Аллан Венгер («Соня»).

## Отзывы и критика
Mad Bull 34 входит в список 21 самого странного аниме всех времён по мнению IGN. CBR рекомендует к просмотру в числе 10 очень жестоких аниме 1980—1990-х годов. Screen Rant включил Mad Bull 34 в десятку настолько плохих выпусков, что их должны посмотреть поклонники. С оригинальной мангой необходимо знакомиться в числе других работ Кадзуо Коикэ.
Джонатан Клементс и Хелен Маккарти в энциклопедии обратили внимание на показанные стереотипы: Америка, как известно, страна счастливых блондинок-проституток, школьников с оружием, хулиганов на роликах, учителей самообороны, использующих свои уроки для поиска жертв, привлекательных журналисток как приманок для поимки педофилов и доброй полиции, получающей задаром от «высококлассных» шлюх. Одним из таких героев является большой и сильный «Соня». В череде поразительно глупых ситуаций, взятых из худших полицейских телесериалов США, новичок Дайдзабуро работает вместе с «Бешеным быком», и старший вводит младшего в курс дела. Хотя Mad Bull 34 — одно из самых легкомысленных аниме, когда-либо созданных, по крайней мере, оно частично вдохновлено самим американским телевидением — собранием шоу об убийствах и криминале. Многих иностранцев можно простить за предположение, что Штаты совершили стремительный прыжок от «Маленьких женщин» к полям смерти Golgo 13. Не имея искупительных качеств Gunsmith Cats, MB34 представляет собой потрясающе инфантильную историю, где «не поступать по закону» означает расстреливать всех преступников на месте и способ вывести травмированную заложницу из шока — «засунуть палец ей в задницу». Английский дубляж содержит новый трек в стиле хип-хоп, который откровенно выступает ярким моментом. Непостижимо, чтобы Джеймс Браун принял участие в серии «Удар и изнасилование». В титрах есть благодарность настоящему 34-му полицейскому участку Нью-Йорка за неясно какое содействие. Похоже, что у сотрудника по связям с общественностью был ребёнок, когда он увидел окончательный результат — безжалостный полицейский, выслеживающий убийцу, пытавшегося прикончить его отравленным мылом, в отместку за смерть проститутки, которую они делят между собой. Если прислушаться к британскому озвучиванию, считающему, что у него нью-йоркский акцент — это совсем другой разговор.
Майкл Тул в обзоре Anime Jump! подчеркнул, что был прав, избегая Mad Bull 34 много лет: это «абсолютное безумие в каталоге Manga Entertainment». Трудно продержаться более двух минут без смеха. Британский дубляж плохо скрывает акцент. Не объясняется, как Дайдзабуро удалось окончить полицейскую академию в 18 лет. В центре внимания — Джон «Соня» Эстес, ренегат-одиночка, творчески интерпретирующий закон и порядок, заменив каждую строку правила Миранды на «Ты имеешь право на то, чтобы тебе разнесло голову на три части из моего огромного грёбаного дробовика!» и «сначала стреляй, потом задавай вопросы». Одарённые создатели не придумали другие прозвища: «Док», «Торчок», «Весёлый», «Малютка», «Кудря». Непонятно, кто они — постовые, автоинспекция, детективы по расследованию убийств, сотрудники под прикрытием? У них нет официальных часов работы: напарники в форме и при исполнении в любое время дня и ночи. Никто не занимается бумажной работой и внутренними делами. Версия Нью-Йорка, похоже, была придумана на основе аркадной игры Jail Break и всего лишь одной серии «Блюза Хилл-стрит», который смотрели японцы, совершенно не говорящие по-английски. Хулиганы в «Разборке в Бронксе» кажутся более реалистичными. Зрители могут ожидать, что «Бешеный бык» погонится за заключенными в полосатых костюмах с гирями и цепями. Забавная часть состоит в том, чтобы указать на глупые стереотипы, а также что «такое никогда не произойдет в настоящем полицейском сериале». «Соня» сложный человек, и понять его способны только женщины. Симпатичная девушка в стилизованном костюме Гайвера убивает 20 полицейских, у «Сони» нет другого выбора, кроме как сразиться с ней в роботе, которым управляла Рипли в «Чужих», а потом жениться (здесь Тул потерял дар речи). В итоге Mad Bull 34 «рухнул под тяжестью собственной нелепости». Оценка F (0 из 5).
Основатель сайта Anime News Network Джастин Севакис в рубрике Buried Garbage заметил, что, будучи жителем Нью-Йорка, всегда получал извращённое удовольствие, видя свой город через призму аниме. Например, Marmalade Boy, где есть уличные банды и школьные городки на Манхэттене. Бюджеты и производственные графики аниме редко позволяют проводить серьёзные исследования американских мест, в которых разворачиваются события. По большей части город действует как витрина, а настоящая драма происходит между персонажами. Mad Bull 34 смешной потому, что неправильно показывает Нью-Йорк и далёк от реальности. Всё дело в многочисленных изнасилованиях (каждая жертва — блондинка), расчленении тел с помощью мощного оружия, проститутках и поддержании мира. В начале вооружённые грабители в коротких шортах, масках Джейсона и на роликовых коньках выезжают из продуктового магазина, берут женщину в заложники, затем получают пулю в голову, которая сразу взрывается, и мозги разлетаются по округе. Полицейский-новичок хочет убедиться, что потерпевшая в порядке. «Она оттает, если ты засунешь палец ей в задницу», — предлагает напарник. Якобы это всегда работает. Ясно, что показан Нью-Йорк до Джулиани. Севакис переехал туда в 1999 году и точно не помнит никаких грабителей на роликах. Таков «отвратительный ум» большого женоненавистника Кадзуо Коикэ (Kozure Okami, Crying Freeman, Hanappe Bazooka) и Нориёси Иноуэ (Ear of the Golden Dragon). Сатоси Дэдзаки, менее талантливый старший брат Осаму, воплотил мангу в OVA, переполненную женскими грудями, кровью и пулями. 
Предполагаемым красавцем Ди Лайтнером оказывается огромный и неповоротливый Джон «Соня» Эстес, жестоко убивающий преступников, обманывающий шлюх и держащий гранаты на лобке. Настоящий 34-й участок расположен в самой северной оконечности Манхэттена, район Вашингтон-Хайтс, граничащий с Бронксом, населённый преимущественно латиноамериканцами. Очевидно, что создатели Mad Bull 34 вообще не жили не только в Нью-Йорке, но и в Америке, однако интересно наблюдать за тонкими штрихами, которые им удалось сделать. Полицейские машины, метро и городские улицы воспроизведены более-менее достоверно. В 1980-х годах в городе была огромная проблема с коррупцией как в мэрии, так и в полиции. Севакис в своё время лично знал, по крайней мере, об одном наркопритоне, работавшем средь бела дня и управляемом нечестными стражами порядка: «вполне правдоподобно, что некоторые замарали руки». 

Но неосведомлённость иностранцев полностью берёт верх в деталях. Здесь нет мафии, расовой вражды и бандитских разборок. Похоже, что «исследование» для проекта включало просмотр нескольких фильмов о нью-йоркских полицейских, но нет ни одного, который произвёл бы такое странное впечатление о городе. Маловероятно, что «Таксист». Если безумный полицейский расстреливает всех подряд, то нет никаких судебных исков, только слова «Он должен был это сделать!». Единственные, кто задают вопросы, это женщины-репортёры, одну из которых спасает «Соня». Мизогиния могла быть оскорбительной, если бы не выступала слишком глупой. Сериал отчаянно пытается заставить зрителей бессердечно смеяться. Однако ни страдание, ни комедия не являются убедительными, что ставит вопрос о мыслях создателей. Современный Нью-Йорк — самый безопасный мегаполис в Америке, где уровень преступности находится на нижайшем уровне за всю его историю. Тысячи туристов приезжают вместе с детьми. Это не город «Сони» и Дайдзабуро, насильников с автоматами и сутенёров, замеченных с проститутками на балконах. У них прилично задёрнуть шторы.— 
THEM Anime поставил всего одну звезду из пяти. Несмотря на утверждение об одобрении 34-м полицейским участком Нью-Йорка, скорее, на такое подписался не глядя дежурный лейтенант, который не смотрел постпродакшна. Рецензент был возмущён бессмысленным, чрезмерным и совершенно нереалистичным насилием (рейтинг NC-17). Он никогда не видел и не слышал о полицейских, которые носят с собой целый арсенал во время обычного патрулирования. Ручные гранаты и базуки используются против карманников и воров в магазинах. Другая проблема: люди, которых «Бешеный бык» расстреливает/обезглавливает/взрывает/стирает с лица земли, оказываются без костей. Когда двое жестоко насилуют девушку, он сносит голову одному преступнику в упор ракетной установкой, а другому много раз стреляет в живот. Ни в одном из этих убийств не видно костей, только кровь; ни кишок, ни сухожилий, ни мозгов. Как можно обезглавить человека четырьмя выстрелами из 45-го калибра? Физика и обстановка также непонятны. Центробежной силы метро, идущего по прямой линии, недостаточно, чтобы удержать двух мужчин, пытающихся задушить друг друга рядом с открытыми дверями, в идеальном состоянии равновесия. Когда автомобиль теряет масло, то не скользит и не взрывается при движении на нормальной скорости. Легко вспомнить Looney Tunes — при спуске со скалы не смотреть вниз, и всё будет в порядке. Персонажи тоже смехотворны. Вору в магазине не нужны маска Джейсона и три пистолета, если только он действительно не в безопасности. А полицейских отправят в тюрьму после того, как они убьют хулиганов днём на глазах у многочисленных свидетелей. Но «Бешеный бык» получает свободу действий в Нью-Йорке, включая переодевание в женскую одежду для «внедрения» в преступную группу. С такими мышцами и усами он одурачит разве что мёртвых. Не говоря уже о том, что сотрудник полиции должен заниматься сексом каждые 10 минут, чтобы пополнить силы для очередного «дела». Качество анимации ужасное, без улучшения на протяжении всех серий. В какой-то момент хочется спеть «Плохие парни, чё будем делать?». Во время эндинга зрителям покажется, что они видели «Терминатора» без сюжета и интеллекта. Это ещё одно оскорбление аниме-среды. Смотреть нужно только поклонникам MD Geist.